# Bidone d'oro
El Bidone d'oro (en español: «Papelera de Oro») fue un premio dado por el programa radial Catersport, transmitido por la cadena de radio italiana Rai Radio 2. Era un premio irónico sobre el trofeo del Balón de Oro y premiaba al jugador que más haya decepcionado al público de la Serie A de Italia. El ganador era elegido por los oyentes del programa Catersport, pudiendo hacerlo a través de Internet o, como sucede desde 2008, en algunos centros de votación colocados en todo el país.

## Palmarés de ganadores y finalistas
| Año  | Pos. | Jugador              | País      | Club                | Puntos |
| ---- | ---- | -------------------- | --------- | ------------------- | ------ |
| 2003 | 1    | Rivaldo              | Brasil    | AC Milan            | 1497   |
| 2003 | 2    | Al-Saadi el Gadafi   | Libia     | Perugia             | 1152   |
| 2003 | 3    | Carsten Jancker      | Alemania  | Udinese             | 1034   |
| 2004 | 1    | Nicola Legrottaglie  | Italia    | Juventus            | 1280   |
| 2004 | 2    | Christian Vieri      | Italia    | Inter               | 1225   |
| 2004 | 3    | Alessandro Del Piero | Italia    | Juventus            | 1159   |
| 2005 | 1    | Christian Vieri      | Italia    | Inter AC Milan      | 2992   |
| 2005 | 2    | Santiago Solari      | Argentina | Inter               | 936    |
| 2005 | 3    | Antonio Cassano      | Italia    | Roma                | 734    |
| 2006 | 1    | Adriano              | Brasil    | Inter               | 3215   |
| 2006 | 2    | Alberto Gilardino    | Italia    | AC Milan            | 929    |
| 2006 | 3    | Ricardo Oliveira     | Brasil    | AC Milan            | 895    |
| 2007 | 1    | Adriano              | Brasil    | Inter               | 2616   |
| 2007 | 2    | Dida                 | Brasil    | AC Milan            | 1422   |
| 2007 | 3    | Ronaldo              | Brasil    | AC Milan            | 1110   |
| 2008 | 1    | Ricardo Quaresma     | Portugal  | Inter               | 3001   |
| 2008 | 2    | Christian Vieri      | Italia    | Atalanta            | 1792   |
| 2008 | 3    | Adriano              | Brasil    | Inter               | 1656   |
| 2009 | 1    | Felipe Melo          | Brasil    | Fiorentina Juventus | 4289   |
| 2009 | 2    | Ricardo Quaresma     | Portugal  | Inter               | 3868   |
| 2009 | 3    | Tiago Mendes         | Portugal  | Juventus            | 1873   |
| 2010 | 1    | Adriano              | Brasil    | Roma                | 4064   |
| 2010 | 2    | Amauri               | Italia    | Juventus            | 2313   |
| 2010 | 3    | Ronaldinho           | Brasil    | AC Milan            | 1832   |
| 2011 | 1    | Diego Milito         | Argentina | Inter               | 3099   |
| 2011 | 2    | Amauri               | Italia    | Juventus            | 2991   |
| 2011 | 3    | Miloš Krasić         | Serbia    | Juventus            | 2180   |
| 2012 | 1    | Alexandre Pato       | Brasil    | AC Milan            | 757    |
| 2012 | 2    | Nicklas Bendtner     | Dinamarca | Juventus            | 620    |
| 2012 | 3    | Lúcio                | Brasil    | Inter Juventus      | ???    |

## Títulos por clubes
| Equipo         | Títulos | Años                    |
| Inter de Milán | 4       | 2006, 2007, 2008 y 2011 |
| AC Milan       | 3       | 2003, 2005 y 2012       |
| Juventus       | 2       | 2004 y 2009             |
| AS Roma        | 1       | 2010                    |